# Комура, Масахико
Масахико Комура (яп. 高村 正彦; род. 15 марта 1942, Сюнан, Ямагути) — японский государственный деятель, министр иностранных дел (1998—1999, 2007—2008).

## Биография
Родился 15 марта 1942 года в городе Сюнан, префектура Ямагути. Окончил юридический факультет Университета Тюо.

## Карьера
После окончания учёбы Комура был принят в японскую коллегию адвокатов, а некоторое время спустя занялся политикой. В 1980 году он был впервые избран в Палату представителей. 
В июне 1994 года возглавил Агентство экономического планирования, в июле 1998 года стал министром иностранных дел и министром юстиции в декабре 2000 года. В августе 2007 года стал министром обороны в кабинете Синдзо Абэ. В 2003 году Комура баллотировался на пост президента Либерально-демократической партии, но потерпел поражение от Дзюнъитиро Коидзуми.
В сентябре 2007 года Комура во второй раз стал министром иностранных дел в кабинете премьер-министра Ясуо Фукуды и занимал этот пост до 2008 года.